# Rhipidomys cariri cariri
Rhipidomys cariri cariri is een ondersoort van het knaagdier Rhipidomys cariri die voorkomt in de regio Cariri in de Braziliaanse staat Ceará, zo'n 330 km van de andere ondersoort, R. c. baturiteensis. Deze ondersoort heeft langere haren op de staart en een langer "penseel" aan de staart. De kiezen zijn kleiner dan bij R. c. cariri, en de vacht is soms minder roodbruin. Een aantal exemplaren is gevangen in palmen of andere bomen. Ze werden oorspronkelijk ten onrechte geïdentificeerd als Holochilus sciureus, die daar in feite niet voorkomt. Alle bekende exemplaren zijn gevangen in de gemeente Crato.